# Ronde van Qatar 2016 (mannen)
De 15e editie van de wielerwedstrijd Ronde van Qatar vond plaats in 2016 van 8 tot en met 12 februari. De start was in Dukhan, de finish in Doha. De ronde maakte deel uit van de UCI Asia Tour 2016, in de categorie 2.HC. Sprinter Mark Cavendish won het eindklassement.

## Etappe-overzicht
| etappe | datum       | start                | finish             | afstand | winnaar              | klassementsleider    |
| ------ | ----------- | -------------------- | ------------------ | ------- | -------------------- | -------------------- |
| 1e     | 8 februari  | Dukhan               | Al Khor Corniche   | 176 km  | Mark Cavendish       | Mark Cavendish       |
| 2e     | 9 februari  | Doha                 | Doha               | 135 km  | Alexander Kristoff   | Mark Cavendish       |
| 3e     | 10 februari | Lusail               | Lusail             | 11 km   | Edvald Boasson Hagen | Edvald Boasson Hagen |
| 4e     | 11 februari | Zubara Fort          | Madinat ash Shamal | 189 km  | Alexander Kristoff   | Mark Cavendish       |
| 5e     | 12 februari | Sealine Beach Resort | Doha Corniche      | 114 km  | Alexander Kristoff   | Mark Cavendish       |

## Klassementsleiders
| Etappe      | Winnaar              | Algemeen             | Punten             | Jongere           | Ploegen         |
| 1           | Mark Cavendish       | Mark Cavendish       | Mark Cavendish     | Søren Andersen    | BMC Racing Team |
| 2           | Alexander Kristoff   | Mark Cavendish       | Mark Cavendish     | Sven Erik Bystrøm | Team Katjoesja  |
| 3           | Edvald Boasson Hagen | Edvald Boasson Hagen | Mark Cavendish     | Søren Andersen    | BMC Racing Team |
| 4           | Alexander Kristoff   | Mark Cavendish       | Alexander Kristoff | Søren Andersen    | BMC Racing Team |
| 5           | Alexander Kristoff   | Mark Cavendish       | Alexander Kristoff | Søren Andersen    | BMC Racing Team |
| Eindstanden | Eindstanden          | Mark Cavendish       | Alexander Kristoff | Søren Andersen    | BMC Racing Team |

Mannen:
2002 · 
2003 · 
2004 · 
2005 · 
2006 · 
2007 · 
2008 · 
2009 · 
2010 · 
2011 · 
2012 · 
2013 · 
2014 · 
2015 · 
2016

Vrouwen:
2009 · 
2010 · 
2011 · 
2012 · 
2013 · 
2014 · 
2015 · 
2016
 Ronde van Dubai · 
 Ronde van Qatar · 
 Ronde van Oman · 
 Ronde van Langkawi · 
 Ronde van Taiwan · 
 Ronde van Iran · 
 Ronde van Japan · 
 Ronde van Korea · 
 Ronde van het Qinghaimeer · 
 Ronde van China I · 
 Ronde van China II · 
 Ronde van Kaptsjagaj · 
 Ronde van Almaty · 
 Ronde van Hainan